# Travis Campbell
Travis Campbell (1985) es un deportista sudafricano que compitió en triatlón. Ganó una medalla de bronce en el Campeonato Africano de Triatlón de 2006.

## Palmarés internacional
| Campeonato Africano | Campeonato Africano | Campeonato Africano | Campeonato Africano |
| Año                 | Lugar               | Medalla             | Prueba              |
| ------------------- | ------------------- | ------------------- | ------------------- |
| 2006                | Nyanga (Zimbabue)   | Medalla de bronce   | Individual          |